# Герб Ямайки
Герб Ямайки — официальный геральдический символ государства Ямайка. В основном, унаследован от британцев. Герб с небольшими модификациями был предоставлен Ямайке в 1661 под Королевским Ордером. Оригинал был разработан Уильямом Сэнкрофтом, тогда Архиепископом Кентерберийским.
Изображенный на гербовом щите красный крест на белом поле — «крест Святого Георга» — взят со старого английского флага и напоминает о многовековых связях с Великобританией (Ямайка и ныне является британским доминионом). Ананасы, помещенные на щите, не играли и не играют большой роли в хозяйстве и выращиваются в незначительном количестве. Они символизируют тропическую растительность и сельское хозяйство в целом. О трагической истории Ямайки напоминают поддерживающие щит фигуры коренных жителей острова — индейцев-араваков, полностью истребленных испанцами еще в XVI веке (впоследствии на их место англичане завезли негров-рабов из Африки). Корзина с плодами и фруктами в руках индианки и лук в руках индейца напоминают об их основных занятиях — земледелии и охоте. Довольно бедную фауну Ямайки представляет на гербе острорылый крокодил, стоящий на бревне, обозначающем местную флору. Шлем над щитом традиционен для гербов бывших британских владений, цвета венка соответствуют цветам поля и креста на щите, а цвета намета — цветам этого поля и ананасов.
Девиз — Out of many, one people (на английском языке означает «Из многих — единый народ»). Он выражает стремление к единству и сплочению различных национальных и расовых групп населения. Существует и упрощенный вариант герба: гербовый щит, окруженный двумя государственными флагами и увенчанный лентой с девизом.